# Thạnh An, Thành phố Hồ Chí Minh
Thạnh An là một xã thuộc Thành phố Hồ Chí Minh, Việt Nam.

## Địa lý

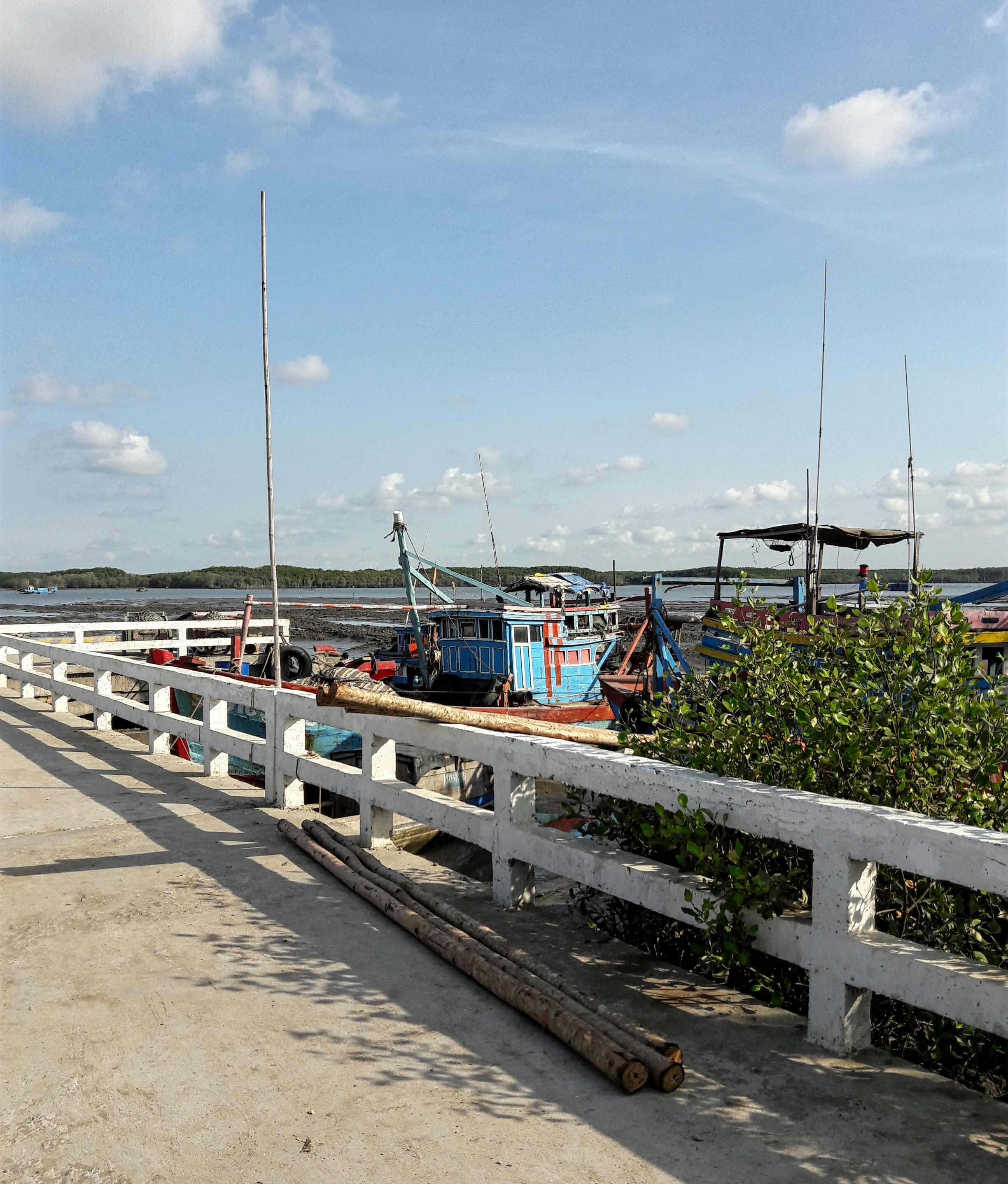
Một bến tàu ở Thạnh An

Thạnh An là xã đảo nằm cách trung tâm huyện Cần Giờ khoảng 8 km về phía bắc theo đường chim bay, có vị trí địa lý:
- Phía đông giáp tỉnh Bà Rịa – Vũng Tàu với ranh giới là sông Thị Vải
- Phía tây giáp các xã Tam Thôn Hiệp và Long Hòa
- Phía nam giáp vịnh Gành Rái và thị trấn Cần Thạnh
- Phía bắc giáp tỉnh Đồng Nai.

Xã Thạnh An có diện tích 131,41 km², dân số năm 2021 là 4.523 người,  mật độ dân số đạt 34 người/km².

## Giao thông
Xã có hệ thống giao thông đối ngoại bằng đường thủy, không thuận lợi trong việc đi lại. Đường bộ là các tuyến đường liên ấp, đường nội bộ khu dân cư.

## Hành chính

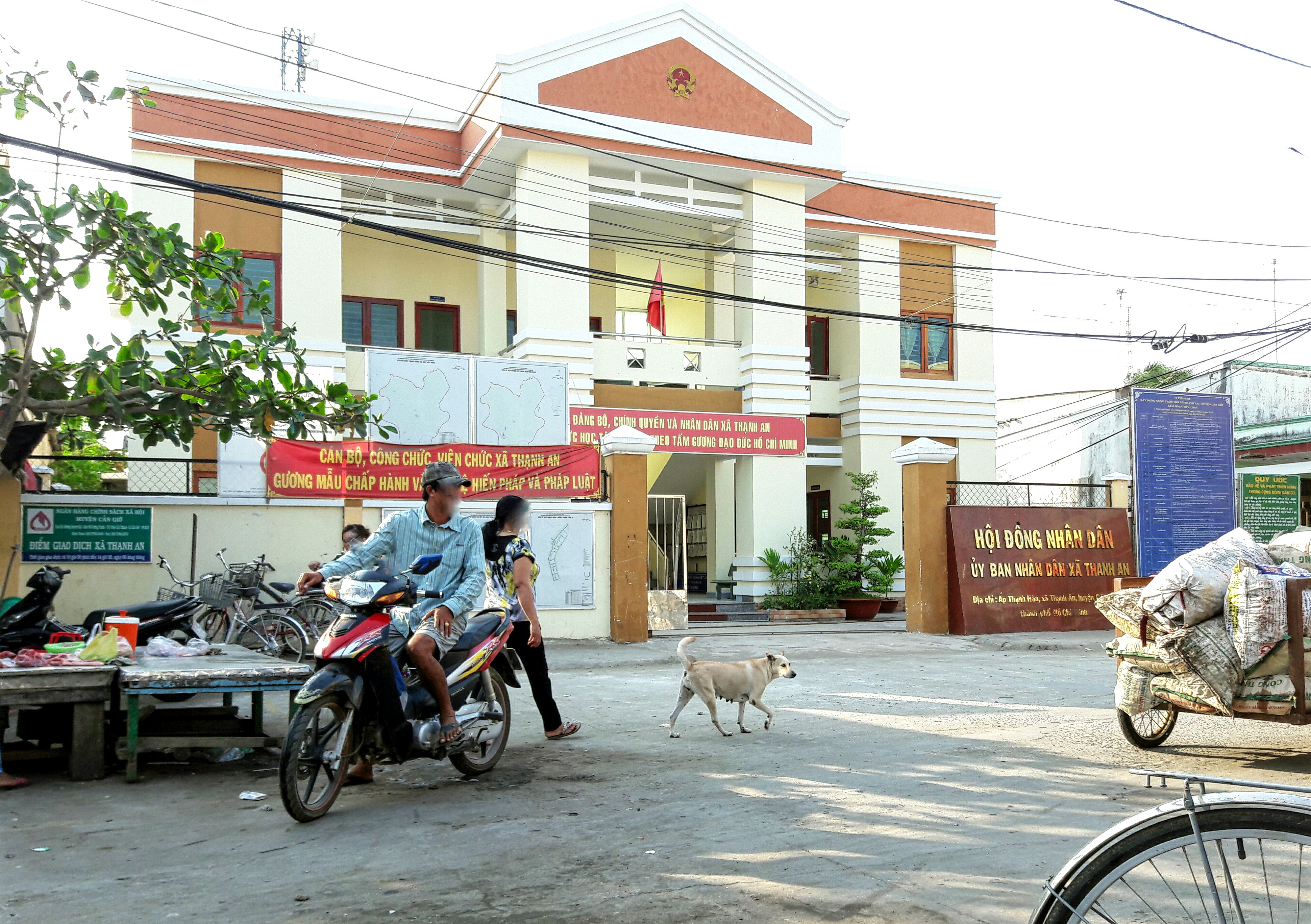
Trụ sở UBND xã Thạnh An

Xã Thạnh An được chia thành 3 ấp: Thạnh Hòa, Thạnh Bình, Thiềng Liềng. Trong đó, hai ấp Thạnh Hòa và Thạnh Bình nằm trên cùng một hòn đảo nhỏ.

## Lịch sử
Cuối thế kỷ XIX, Thạnh An là một làng thuộc tổng An Phú Hạ, tỉnh Bà Rịa. Vào năm 1900, chính quyền thực dân Pháp tách một phần tổng An Phú Hạ để thành lập mới tổng An Phú Tân, làng Thạnh An thuộc tổng An Phú Tân.
Dưới thời Việt Nam Cộng hòa, Thạnh An là xã trực thuộc quận Cần Giờ, ban đầu thuộc tỉnh Phước Tuy, năm 1960 chuyển về tỉnh Biên Hòa và đến năm 1965 lại chuyển về tỉnh Gia Định.
Sau năm 1975, xã Thạnh An thuộc huyện Duyên Hải, tỉnh Đồng Nai. Ngày 29 tháng 12 năm 1978, huyện Duyên Hải được sáp nhập vào Thành phố Hồ Chí Minh và đến ngày 18 tháng 12 năm 1991 được đổi tên thành huyện Cần Giờ, xã Thạnh An thuộc huyện Cần Giờ như hiện nay.
Ngày 1 tháng 4 năm 2021, Thủ tướng Chính phủ ban hành Quyết định số 530/QĐ-TTg về việc công nhận xã Thạnh An là xã đảo thuộc Thành phố Hồ Chí Minh (quyết định có hiệu lực từ ngày 1 tháng 7 năm 2021).

### Cù lao Gò Gia
Cù lao Gò Gia là một khu vực rộng khoảng 3.400 ha được giới hạn bởi sông Gò Gia, sông Thị Vải và rạch Tắc Ông Cò. Khu vực này trước đây từng là lãnh thổ tranh chấp giữa Thành phố Hồ Chí Minh và tỉnh Đồng Nai. Theo Thành phố Hồ Chí Minh, khu vực này thuộc xã Thạnh An, huyện Cần Giờ; còn theo tỉnh Đồng Nai thì thuộc xã Phước An, huyện Nhơn Trạch.
Ngày 5 tháng 12 năm 2019, Chính phủ ban hành Nghị quyết 114/NQ-CP về việc xác định địa giới hành chính giữa tỉnh Đồng Nai và Thành phố Hồ Chí Minh tại khu vực Cù lao Gò Gia do lịch sử để lại. Theo đó, Cù lao Gò Gia được công nhận thuộc Thành phố Hồ Chí Minh.